# Verleihung des Nestroy-Theaterpreises 2021
Die Nestroyverleihung 2021 ist die 22. Verleihung des Nestroy-Theaterpreises. Diese wurde am 21. November 2021 auf ORF III übertragen. Aufgrund der Corona-Situation und des am 19. November 2021 von der Bundesregierung Schallenberg angekündigten Lockdowns entschlossen sich der Wiener Bühnenverein, die Stadt Wien und ORF III, die Preisverleihung als reine Fernsehsendung abzuhalten, die im Theater an der Wien ohne Publikum aufgezeichnet wurde.
Als Moderatoren der Preisverleihung fungierten Nadja Bernhard und Peter Fässlacher. Musikalisch begleitet wurde der Abend von Musikern des Orchesters der Vereinigten Bühnen Wien unter der Leitung von Carsten Paap. Das Buch für die Gala verfasste Gerald Fleischhacker, die Regie übernahm André Turnheim.
Die Gewinner der Kategorien Bestes Stück – Autorenpreis und Lebenswerk wurden im Vorfeld am 11. Oktober 2021 gleichzeitig mit den Nominierungen bekannt gegeben.
Juryvorsitzende war zum zweiten Mal Ulli Stepan.

## Ausgezeichnete und Nominierte 2021
Anmerkung: Es sind alle Nominierten des Jahres angegeben, der Gewinner steht immer zuoberst. Die Verleihung des Nestroy 2021 bezieht sich auf die Theatersaison 2020/2021.
| Meiste Nestroys:      | keine Produktion konnte mehr als einen Nestroy gewinnen |
| Meiste Nominierungen: | Automatenbüfett (3 Nominierungen)                       |

### Beste deutschsprachige Aufführung
Einfach das Ende der Welt – Inszenierung Christopher Rüping – Schauspielhaus Zürich
Anthropos, Tyrann (Ödipus) – Inszenierung Alexander Eisenach – Volksbühne am Rosa-Luxemburg-Platz Berlin
Peer Gynt – Inszenierung Dušan David Pařízek – Schauspielhaus Bochum

### Beste Bundesländer-Aufführung
dritte republik (eine vermessung) – Inszenierung Anita Vulesica – Schauspielhaus Graz
#Ersthelfer #Firstaid – Inszenierung Nuran David Calis – Salzburger Landestheater
Der zerbrochne Krug – Inszenierung Bérénice Hebenstreit – Landestheater Linz

### Beste Regie
Barbara Frey – Automatenbüfett – Akademietheater
Ben Kidd und Bush Moukarzel – Alles, was der Fall ist – Akademietheater
Anita Vulesica – dritte republik (eine vermessung) – Schauspielhaus Graz

### Beste Ausstattung
Nina von Mechow – Die Gewehre der Frau Kathrin Angerer (Bühne) – Koproduktion Wiener Festwochen und Volksbühne am Rosa-Luxemburg-Platz Berlin
Pia Maria Mackert – Die Jagdgesellschaft (Bühne) – Akademietheater
Martin Zehetgruber – Automatenbüfett (Bühne) – Akademietheater

### Beste Schauspielerin
Lina Beckmann – Richard the Kid & the King (Richard) – Koproduktion Salzburger Festspiele und Deutsches Schauspielhaus Hamburg
Bibiana Beglau – Maria Stuart (Elisabeth) – Koproduktion Burgtheater und Salzburger Festspiele
Katharina Lorenz – Automatenbüfett (Eva) – Akademietheater
Birgit Minichmayr – Maria Stuart (Maria Stuart) – Koproduktion Burgtheater und Salzburger Festspiele
Marie-Luise Stockinger – Das Himmelszelt (Sally Poppy) – Burgtheater

### Bester Schauspieler
Michael Maertens – Der Leichenverbrenner (Karel Kopfrkingl) – Akademietheater
Philipp Hauß – Alles, was der Fall ist – Akademietheater
Markus Hering – Mein Kampf (Schlomo Herzl) – Burgtheater
Claudius von Stolzmann – Die Dreigroschenoper (Macheath) – Kammerspiele der Josefstadt
August Zirner – Heldenplatz (Robert Schuster) – Salzburger Landestheater

### Beste Nebenrolle
Mehmet Ateşçi – Bunbury (Miss Prism) – Akademietheater
Edith Clever – Jedermann (Tod) – Salzburger Festspiele
Sarah Viktoria Frick – Fräulein Julie (Kristin) – Akademietheater
Julia Riedler – Das Leben ein Traum (Rosaura) – Burgtheater
Martin Vischer – Das Konzert (Dr. Franz Jura) – Theater in der Josefstadt

### Bester Nachwuchs weiblich
Paula Nocker – Die Dreigroschenoper (Lucy) – Kammerspiele der Josefstadt
Teresa Dopler – Das weiße Dorf (Autorin) – Theater Drachengasse
Johanna Mahaffy – Stolz und Vorurteil* (*oder so) (verschiedene Rollen) – Koproduktion Burgtheater im Kasino und Max Reinhardt Seminar

### Bester Nachwuchs männlich
Gregor Schulz – Die Räuber (Franz von Moor) – Salzburger Landestheater
Florian Fischer – Tragödienbastard (Regie) – Schauspielhaus Wien
Marius Zernatto – Das große Shakespeare-Abenteuer (William Shakespeare) – Theater der Jugend, Renaissancetheater

### Beste Off-Produktion
Precarious Moves – Michael Turinsky – Koproduktion mit Tanzquartier Wien und HAU Hebbel am Ufer Berlin
Lonely Ballads eins + zwei – Martin Gruber und Aktionstheater Ensemble – Koproduktion mit Spielboden Dornbirn und Kulturservice der Landeshauptstadt Bregenz im Rahmen des internationalen Festivals Bregenzer Frühling, Kooperation mit WERK X
weiter leben – Inszenierung Sara Ostertag und Kathrin Herm, Koproduktion makemake produktionen und Theaterverein Odeon in Kooperation mit Theater Nestroyhof Hamakom und Milieu Kino

### Bestes Stück – Autorenpreis
Rand – Miroslava Svolikova – Schauspielhaus Wien

### Corona-Spezialpreis
Krasnojarsk: Eine Endzeitreise in 360° – Tom Feichtinger – Schauspielhaus Graz
After the End and Before the Beginning, toxic dreams – Theatermuseum und Gemäldegalerie der Akademie der bildenden Künste Wien
Black Box – Stefan Kaegi / Rimini Protokoll – Volkstheater
Der Anfang, das Ende. – Franz-Xaver Mayr und Korbinian Schmidt – Theater Drachengasse
werther.live – punktlive – Cosmea Spelleken

### Lebenswerk
Elfriede Jelinek

### Publikumspreis
Verena Altenberger
Maria Bill, Chris Lohner, Ulli Maier, Sophie von Kessel, Jan Bülow, Lars Eidinger, Johannes Krisch, Franz Pätzold, Andreas Vitásek